# Tridophyllum supinum
Tridophyllum supinum là loài thực vật có hoa trong họ Hoa hồng. Loài này được (L.) Greene miêu tả khoa học đầu tiên năm 1906.